# Hay River
För andra betydelser, se Hay River (olika betydelser).
Hay River (Xátł’odehchee) är en stad i Northwest Territories i Kanada. 2011 hade orten 3 606 invånare.
Hay River ligger vid Hay River-flodens mynning i västra delen av Stora Slavsjöns sydkust knappt 20 mil fågelvägen söder om delstatshuvudstaden Yellowknife - och 48 mil landsvägen runt sjön. Bygget av vägen beslutades 1945 och färdigställdes som grusväg 1948, men var särskilt under tjällossningstiden i stort sett oframkomlig. Numera är den asfalterad i hela sin längd.
Orten utgör slutstation för Mackenzie Northern Railway, som färdigställdes 1964 och som förbinder med Nordamerikas kontinentala järnvägsnät i Edmonton. Den är också knutpunkt för sjöfarten på Stora Slavsjön och Mackenziefloden.

## Näringsliv
Näringslivet grundas i hög grad på transporter och kommunikationer där Hay River utgör en knutpunkt för delstaten. Av industriell verksamhet är det främst fisket på Stora Slavsjön som utgör grunden för stadens fiskindustri medan jordbruket är begränsat. Det finns ett mindre sjukhus på orten.

## Historia
Det finns lämningar från fiskebyar vid flodmynningen, som bedöms vara cirka 800 år gamla. Under andra halvan av 1800-talet skedde en mer permanent bosättning på flodens östra strand och år 1868 etablerade Hudson´s Bay Company sin första permanenta byggnad i området, snart följt av en polispostering. Riktigt fast bosättning skedde först 1892 då  Chief Shatla, Slavey-stammen, bestämde att hans folk skulle bosätta sig på älvens nordöstra strand och året därpå anlände anglikanska missionärer.
1930-talets mineralfyndigheter dels vid Stora Björnsjön och dels vid Yellowknife och behov av transporter och andra kommunikationer medförde en strak tillväxt av Hay River och bosättningarna koncentrerades till ön Vale Island. Under andra världskriget byggde USA:s ingenjörstrupper en väg på ön som förstärkte dess centrala betydelse. I samband med islossningarna skedde årligen översvämningar och 1963 års översvämning fick invånarna att bryta upp från ön och bosätta sig framför allt på västra flodstranden.
Under 1970-talet växte ekonomin kraftigt och man startade även jordbruk.

### Fotnoter
1. ↑  ”Census Profile” (på engelska). Statistics Canada. 13 mars 2011. http://www12.statcan.gc.ca/census-recensement/2011/dp-pd/prof/details/page.cfm?Lang=E&Geo1=CSD&Code1=6105016&Geo2=PR&Code2=61&Data=Count&SearchText=Hay%20River&SearchType=Begins&SearchPR=01&B1=All&GeoLevel=PR&GeoCode=6105016&TABID=1. Läst 2 februari 2014.
2. ↑  ”Buisness” (på engelska). Hay River: Town of Hay River. 2010. http://hayriver.com/business/. Läst 21 juli 2016.
3. ↑   (på engelska) Hay River - Visitors Guide 2016. Hay River, NWT: The Hay River Hub. 2016. sid. 7
4. ↑  ”Our history” (på engelska). Town of Hay River. 2010. Arkiverad från originalet den 9 juli 2016. https://web.archive.org/web/20160709015939/http://hayriver.com/visitors/our-history. Läst 21 juli 2016.